# Kongming Shan
Kongming Shan (chinesisch 空名山 ‚Berg ohne Namen‘) ist ein Berg im ostantarktischen Prinzessin-Elisabeth-Land. Er ragt am Nordrand der Grove Mountains sowie rund 300 km südlich der chinesischen Zhongshan-Station auf.
Chinesische Wissenschaftler benannten ihn im Zuge von satellitengeodätischer Vermessungen und Kartierungen im Jahr 1996.